# Котов Петро Іванович
Петро Іванович Ко́тов (рос. Пётр Иванович Котов; нар. 8 липня 1889, Владимирівка — пом. 7 липня 1953, Москва) — російський радянський живописець і педагог; член Асоціації художників революційної Росії у 1923—1929 роках та Спілки художників СРСР з 1932 року; дійсний член Академії мистецтв СРСР з 1949 року; заслужений діяч мистецтв РРФСР з 1946 року; лауреат Сталінської премії за 1948 рік.

## Біографія
Народився 26 червня [8 липня] 1889 року в слободі Владимирівці (нині у складі міста Ахтубінська Астраханської області Росії) в сім'ї іконописця. Упродовж 1903–1909 років навчався в Казанській художній школі у Миколи Фешина; упродовж 1909–1916 років — у Вищому художньому училищі при Російській імператорській академії мистецтв у Санкт-Петербурзі, де його викладачами були зокрема Франц Рубо, Микола Самокиш і Іван Циоглінський. У 1916 році за картини «Збір на полювання» та «Лист з батьківщини в окопах» отримав звання художника та право пенсіонерської поїздки за кордон (не відбулася).
Протягом 1916–1922 років жив у Астрахані, де організував художню студію та художні майстерні. У 1922 році жив у Петрограді, з 1923 року — у Москві. У 1935–1941 роках очолював майстерні станкового живопису Київського художнього інституту; професор з 1940 року.
У роки німецько-радянської війни перебував у евакуації у Пензі; займався випуском «Вікон ТАРС». Після повернення до Москви у 1944—1948 роках викладав у Всесоюзному державному інституті кінематографії; у 1948–1951 роках — у Московському художньому інституті. Помер в Москві 7 липня 1953 року. Похований у Москві на Введенському кладовищі (ділянка № 6).

## Творчість
Писав портрети, картини на історичні та побутові теми у стилі соцреалізму, пейзажі, натюрморти; займався монументальним живописом. Серед робіт:
живопис
- «Кочегар» (1924);
- «Витяг невода у дельті Волги» (1928);
- «Комсомолець» (1929);
- «Кузнецькбуд. Домна № 1» (1931; Третьяковська галерея[4]);
- «Кавалерійська тривога» (1933);
- «Літо» (1934);
- «Сніданок. Моя сім'я» (1935);
- «Колгоспний конюх» (1935);
- «Робітник на відпочинку» (1936);
- «Скульптор Іван Шадр» (1936; Національний музей «Київська картинна галерея»);
- «О. Бєлова» (1937);
- «Автопортрет» (1937);
- «Червоне Сормово» (1938; Саратовський художній музей імені Радищева[4]);
- «Колгоспники у гостях у Іван Мічуріна» (1939);
- «Василь Сварог» (1941);
- «З. Кожевникова» (1941);
- «Микола Бурденко» (1943);
- «Олексій Шовкуненко» (1944);
- «Леон Орбелі» (1944);
- «Микола Зелінський» (1947; Третьяковська галерея; Сталінська премія);
- «Олена Гоголєва» (1948).

монументальний живопис
- розписи Військово-морського училища у Петрограді (1922);
- розписи павільйонів Всесоюзної сільськогосподарської виставки у Москві (1922—1923)[2].

Брав участь у мистецьких виставках з 1916 року, зокрема:
- виставці петроградських художників усіх напрямків (1923);
- художній виставці в Астрахані (1924);
- постійній художній виставці (1926);
- виставці до ювілею Жовтневої революції (1928);
- «Червона армія в радянському мистецтві» (1930);
- «Соціалістичне будівництво в образотворчому мистецтві» (1931);
- «Плакат на службі п'ятирічки» (1932);
- виставці робіт художників, відряджених у райони індустріального і колгоспного будівництва (1932);
- ювілейній виставці «Художники РРФСР за 15 років» у Ленінграді (1932);
- «15 років РСЧА» у Москві (1933);

закордонних виставках радянського мистецтва
- у Японії (пересувна, 1926—1927);
- у Туреччині (1927);
- у США (пересувна, 1929);
- у Німеччині (1929, 1932)[2].

Персональна виставка пройшла у Києві у 1938 році.